# Borda del Sant
La Borda del Sant és una borda aïllada del terme municipal de Conca de Dalt, dins de l'antic terme d'Hortoneda de la Conca. Pertanyia a l'antic poble d'Herba-savina.
Està situada a les Collades de Dalt, en el seu sector meridional, a prop i al sud-oest de la Font de les Llagunes, a prop també i al nord-oest de la Pista del Portell, a la dreta de la llau de les Collades de Dalt.